# Konstantin Gierasimow
Konstantin Michajłowicz Gierasimow (ros. Константин Михайлович Герасимов, ur. 5 marca 1910, zm. 20 października 1982 w Moskwie) – radziecki polityk.

## Życiorys
W 1935 ukończył Moskiewską Wyższą Szkołę Techniczną im. Baumana, 1935-1938 był technologiem, zastępcą szefa warsztatu i szefem biura konstruktorskiego fabryki, 1937-1938 w Armii Czerwonej. Od 1939 w WKP(b), 1939-1941 główny inżynier fabryki, 1941-1949 szef Głównego Zarządu/Ministerstwa Uzbrojenia ZSRR, 1949-1951 zastępca ministra uzbrojenia ZSRR, 1951-1954 dyrektor instytutu naukowo-badawczego. 1954-1959 w Ministerstwie Przemysłu Obronnego ZSRR, 1958-1960 I zastępca przewodniczącego Sownarchozu Gorkowskiego Ekonomicznego Rejonu Administracyjnego, 1960 przewodniczący tego Sownarchozu. Od 11 maja 1960 do 6 maja 1974 przewodniczący Państwowej Komisji Planowej (Gospłanu) RFSRR i zastępca przewodniczącego Rady Ministrów RFSRR, od 31 października 1961 do 24 lutego 1976 zastępca członka KC KPZR. Deputowany do Rady Najwyższej ZSRR od 6 do 8 kadencji. Laureat Nagrody Stalinowskiej (1951). Pochowany na Cmentarzu Trojekurowskim.